# John Playfair

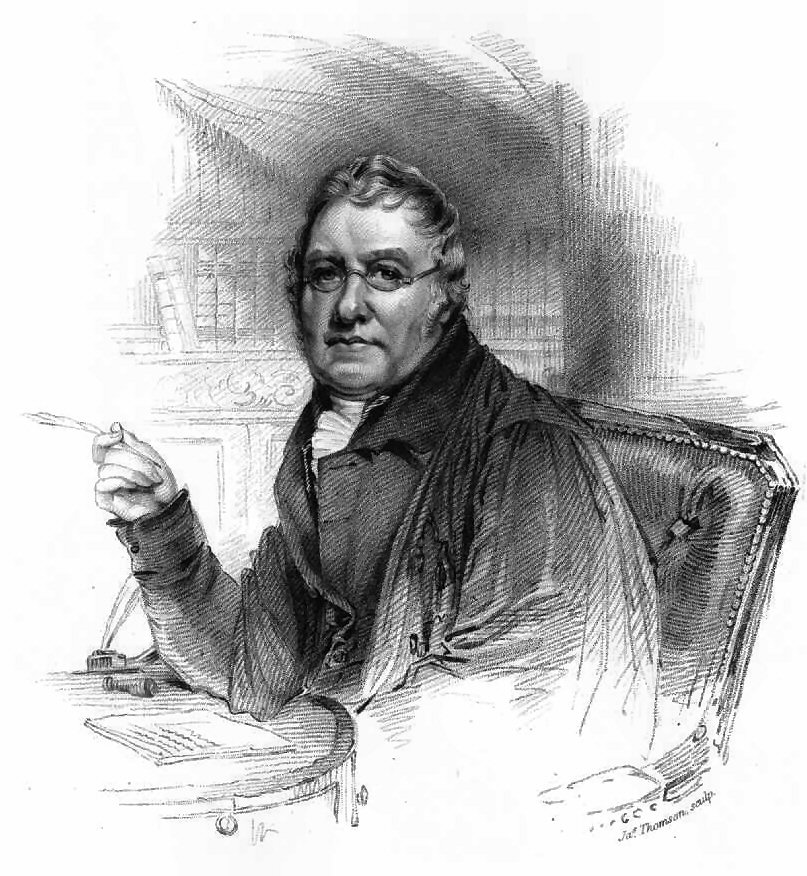
John Playfair

John Playfair (10 maart 1748−20 juli 1819) was een Schots wetenschapper en predikant.
Hij werd geboren in Benvie, een plaatsje vlak bij Dundee (Schotland). Hij is overleden in Burntisland (Fife, Schotland) en begraven op de Old Calton Burial Ground in Edinburgh (Schotland).

## Leven en werk
Playfair ontving tot zijn 14e jaar thuis onderwijs. Daarna ging hij naar de University of St Andrews in St Andrews (Schotland) waar hij theologie studeerde. Hij volgde toen ook colleges in enkele andere vakken (waaronder wiskunde en natuurfilosofie
) aan de University of Edinburgh.
Uit belangstelling voor de wiskunde-leerstoel van het Marschal College in Aberdeen (in 1860 gefuseerd met de University of Aberdeen) nam hij in 1766, gedurende 11 dagen, deel aan een wiskunde-wedstrijd. Hij verloor, maar hij had wél aangetoond dat hij op jonge leeftijd al een gedegen kennis had van de wiskunde.
In 1769 rondde hij zijn studie theologie af en bracht daarna een groot deel van zijn tijd door in Edinburgh, waar hij een van de exponenten werd van de Schotse Verlichting.
In 1772 solliciteerde hij naar de functie van hoogleraar natuurfilosofie aan St Andrews. Ook dit keer had hij geen succes.
Een jaar na het overlijden van zijn vader, James Playfair die predikant was in Benvie, werd hij benoemd als predikant van de Kerk van Schotland in Liff en in Benvie; in 1773 volgde hij daar zijn vader op.
Op uitnodiging van Adam Ferguson (1723−1816), die sinds 1759 hoogleraar natuurfilosofie was aan de University of Edinburgh, nam hij in 1782 ontslag en vertrok definitief naar Edinburgh om privé-docent te worden van de twee zoons van Ferguson.
In 1785 werd Ferguson opgevolgd door Dugald Stewart (de zoon van de wiskundige Matthew Stewart), waardoor Playfair de wiskunde-leerstoel in Edinburg kon overnemen van Stewart.
In 1805 volgde Playfair de overleden John Robison (1739−1805) als hoogleraar natuurfilosofie in Edinburgh op. Hij nam ook diens functie als algemeen secretaris van de Royal Society of Edinburgh over. Playfair was ook betrokken geweest bij de oprichting (in 1783) daarvan.
Vanaf 1804 publiceerde hij regelmatig artikelen in The Edinburgh Review, in de Philosophical Transactions of the Royal Society of London en uiteraard ook in de Transactions en Proceedings van de Society van Edinburgh. Zo was hij tegen het  vis viva-principe (een vroege beschrijving van bewegingsenergie) van Leibniz (1646−1716). Hij liet dit onder meer blijken in een artikel tegen twee aanhangers van die theorie (John Smeaton en William Hyde Wollaston) in april 1808. Even daarvoor schreef hij ook een bespreking van Laplace’ Traité de Mécanique Céleste (een baanbrekend werk over de hemelmechanica).
Hij stierf als gevolg van strangurie (een urinewegziekte), en, hoewel hij een man van niveau was, werd hij begraven in een naamloos graf.

## Geologie en natuurkunde
Playfair is vooral bekend door het werk van zijn vriend en geoloog James Hutton (1726-1797) dat vooral te maken had met het zogeheten plutonisme van de aarde. In het ‘basaltdebat’ steunde Playfair hem bijzonder.
- Hij is in dit verband (onder geologen) misschien ook wel bekend om zijn uitspraak tijdens een (geologische) studiereis met James Hutton langs Siccar Point (Schotland) in 1788: The mind seemed to grow giddy by looking so far into the abyss of time.

Na de dood van Hutton schreef Playfair diens biografie, die eigenlijk een reactie was op critici van de geologische theorieën van Hutton. Het boek, dat gepubliceerd is in 1802, na 5 jaar studie, illustreert de Huttoniaanse theorie met betrekking tot de aarde. Het bevat een herformulering en verduidelijking van Hutton's ideeën. Het uniformitarianisme, eveneens een opvatting van Hutton, werd mede door deze publicatie geaccepteerd. En het was Playfair die als eerste een duidelijke uitleg gaf over de vorming van valleien door fluviatiele processen en het transport van grillige blokken steen door oude gletsjers.
Het grootste deel van zijn vrije tijd besteedde Playfair verder aan reizen ten behoeve van zijn geologische studie.
In 1812 verscheen het eerste deel van Playfair’s Outlines of Natural Philosophy, dat in de eerste plaats bestemd was voor zijn studenten, met als onderwerpen dynamica, mechanica, hydrostatica, aerostatica en pneumatiek. Het tweede deel was geheel gewijd aan de sterrenkunde, waarvoor Playfair eveneens grote  belangstelling had. De Edinburgh Astronomical Institution werd opgericht in 1811 en Playfair was de eerste voorzitter daarvan. Mede door zijn inspanningen werd het stadsobservatorium van Edinburgh (op Calton Hill) gebouwd.
Het derde deel van de Outlines, over optica, elektriciteit en magnetisme, werd nooit voltooid.

## Wiskunde
Op het gebied van de wiskunde is Playfair vooral bekend van zijn herformulering van het vijfde postulaat van Euclides (het parallellenpostulaat). Playfair heeft de naar hem genoemde formulering niet zelf bedacht. Hij gaf daarvoor credit aan de oud-Griekse wiskundige Proclus en de Engelse wiskundige John Ludlam (1717−1788).
Hij paste ‘zijn’ axioma toe in de door hem bewerkte uitgave van De Elementen van Euclides. Geheel in afwijking van zijn voorgangers (zoals Robert Simson) maakte hij in boek II (over oppervlaktes) en boek V (over evenredigheden) gebruik van algebraïsche methoden. In de inleiding bij dat boek schrijft hij: “In the demonstrations of this book there are certain ‘signs or characters’ which it has been found convenient to employ.” Hij noemde Euclides’ methode in dit verband “tediousness and circumlocution”.
Playfair standaardiseerde ook de naamgeving van de punten en zijden van de figuren in zijn bewerking van  De Elementen die alleen betrekking had op de vlakke meetkunde. Hij voegde er enkele eigen delen aan toe, o.a. over ruimtelijke figuren, de boldriehoeksmeetkunde en de trigonometrie.